# Jakub Vrána
Jakub Vrána, född 28 februari 1996 i Prag, är en tjeckisk professionell ishockeyspelare som spelar för Linköping HC i SHL. Vránas moderklubb är HC Slavia Prag, men han flyttade tidigt till Sverige och spelade juniorishockey för Linköping HC. Han gjorde debut i klubbens seniorlag säsongen 2012/13 och vann två säsonger senare både poäng- och skytteligan för juniorer i SHL.
Vid NHL Entry Draft 2014 valdes Vrána i den första rundan, som nummer 13 totalt av Washington Capitals. 2015 gjorde han debut för Capitals farmarlag, Hershey Bears i AHL. Säsongen 2016/17 gjorde han NHL-debut, och slog sig in i laget ordentligt säsongen 2017/18 då han också blev Stanley Cup-mästare. Vrána tillhörde Capitals fram till april 2021 då han blev bortbytt till Detroit Red Wings. I mars 2023 anslöt han till St. Louis Blues där han varvade spel i NHL med spel i farmarklubben Springfield Thunderbirds i AHL. Säsongen 2024/25 inledde han med en återkomst till Capitals och i slutskedet av säsongen anslöt han till Nashville Predators. Efter tio säsonger i Nordamerika återvände han 2025 till Linköping HC.
Vrána har spelat tre VM och gjorde A-landslagsdebut under VM i Slovakien 2019 – vid VM i Finland 2022 tog han ett brons. Sedan tidigare har han representerat det tjeckiska landslaget vid ett flertal tillfällen i ungdoms- och juniorsammanhang. 2014 tog han ett silver vid U18-VM i Finland och vann turneringens skytteliga.

## Karriär

### Klubblagskarriär

#### 2010–2015: Juniorår och Linköping HC
Vrána påbörjade sin ishockeykarriär i HC Slavia Prag, och gick senare vidare till HC Letnany. Efter säsongen 2010/11 ville Vrána spela utomlands för att utvecklas ytterligare. I samförstånd med sin agent valde han att flytta till Linköping. Under sommaren 2011, vid 15 års ålder, kom han till Linköping och skrev ett tillsvidarekontrakt med Linköping HC:s juniorverksamhet. Han debuterade med Linköpings J20-lag den 24 september 2011 och gjorde sitt första mål för laget i mars 2012 i en match mot Rögle BK. Den större delen av säsongen tillbringade han dock med Linköpings J18-lag, där han på 32 grundseriematcher noterades för totalt 45 poäng. Säsongen därpå var han ordinarie i J20-laget och noterades för 32 poäng på 32 matcher.
Under säsongen spelade Vrána också för Linköpings A-lag och blev därmed Elitseriens yngsta utländska spelare någonsin då han endast var 16 år, 7 månader och 30 dagar vid debuten. Inför säsongen 2013/14 skrev Vrána på ett treårskontrakt med Linköping. Under säsongen spelade han 24 matcher med J20 och 24 matcher med A-laget. Den 25 januari 2014 gjorde han sitt första mål i SHL i en match mot Modo Hockey. Vid NHL draften 2014 valdes Vrána i första rundan som nummer 13 totalt av Washington Capitals. I mitten av juli 2014 skrev han på ett treårskontrakt med Capitals, men lånades under säsongen 2014/15 ut till Linköping. Vrána vann poängligan för juniorer och var också med sina tolv mål den junior som gjorde flest mål under grundserien.

#### 2015–2021: Washington Capitals

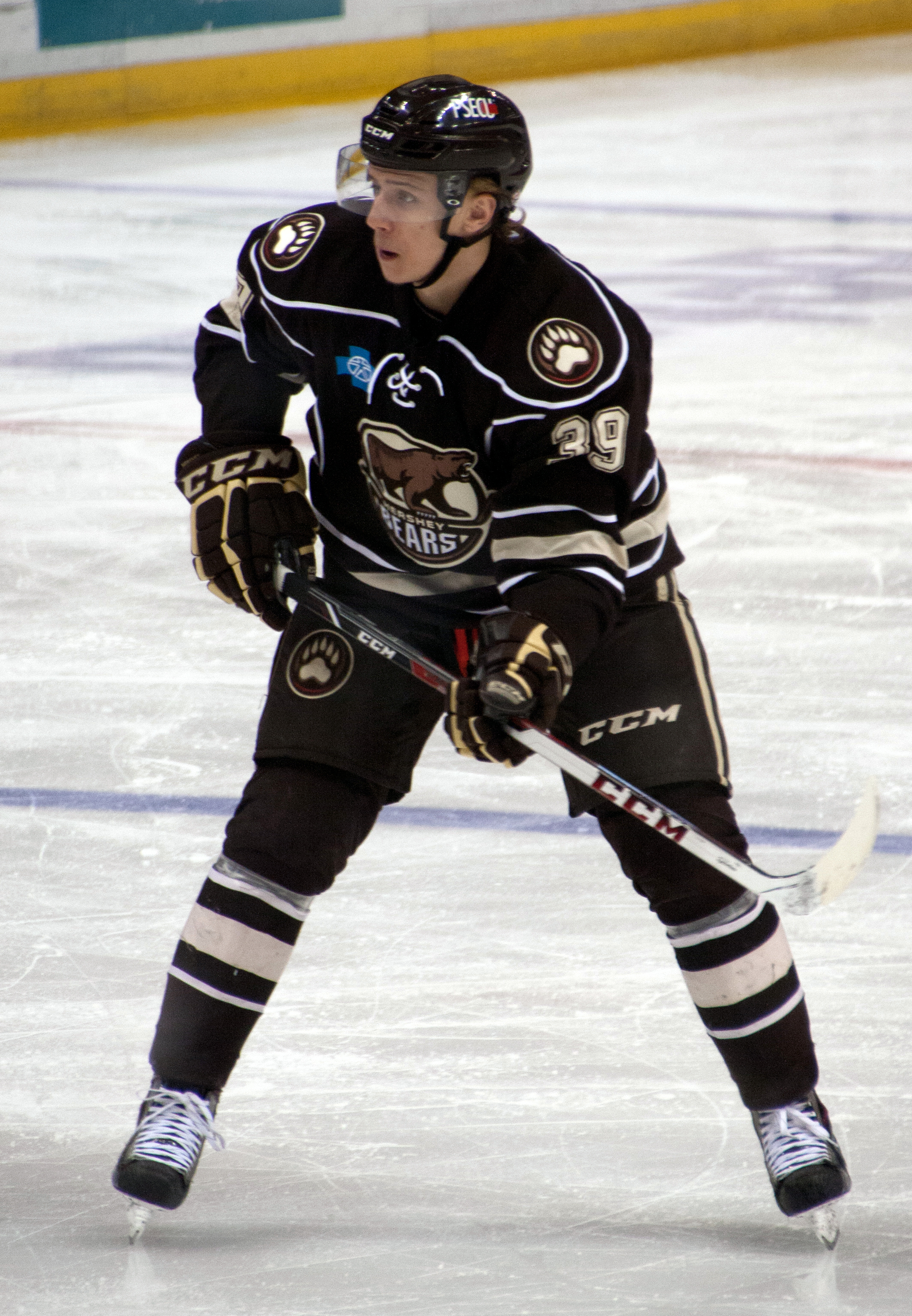
Vrána med Hershey Bears 2015.

Efter att Linköping slagit ut ur SM-slutspelet anslöt Vrána i april 2015 till Capitals farmlag, Hershey Bears i AHL. Han var med i lagets tre sista grundseriematcher och stod under dessa matcher för fem assist. I AHL-slutspelet tog sig Bears till kvartsfinal, där man föll med 2–4 i matcher mot Hartford Wolf Pack. På tio matcher noterades Vrána för sex poäng (två mål, fyra assist). Vrána inledde säsongen därpå med Bears och hade ett snitt på en poäng per match innan han i början av november drabbades av en senskada under en träning. Han tvingades till operation och missade 36 matcher av grundserien. Han var tillbaka i spel den 22 januari 2016 och bara två matcher senare, den 27 januari, cross-checkade Vrána motståndaren Pierre-Luc Létourneau-Leblond i ansiktet och blev därefter straffad med två matchers avstängning av AHL. I det efterföljande slutspelet var Vrána med och spelade fram laget till Calder Cup-final. Där föll man dock mot Lake Erie Monsters med 4–0 i matchserien. På 21 slutspelsmatcher stod han för 14 poäng (åtta mål, sex assist) och var därmed lagets näst främsta poängplockare, och slutade femma i den totala poängligan.
Efter att ha inlett säsongen 2016/17 med 16 poäng på 18 matcher för Bears i AHL, blev han uppkallad till Capitals i slutet av november 2016. Dagen därpå, den 1 december, spelade Vrána sin första NHL-match, mot New York Islanders. I sin femte NHL-match, den 9 december samma år, gjorde han sitt första NHL-mål, på Robin Lehner, då Capitals besegrade Buffalo Sabres med 4–1. Efter att ha skickats tillbaka till Hershey Bears den 1 januari 2017, återvände han till Capitals i slutet av februari samma år. Han spelade därefter nio matcher i NHL, innan han avslutade säsongen med Bears i AHL. Totalt spelade Vrána 21 NHL-matcher under säsongen och stod för sex poäng (tre mål, tre assist).
Inför säsongen 2017/18 lyckades Vrána ta en ordinarie plats i Capitals. Den 22 november 2017 gjorde han för första gången två mål i en och samma NHL-match, då Capitals besegrade Ottawa Senators med 5–2. Totalt stod han för 27 poäng på 73 matcher (13 mål, 14 assist) och gjorde därmed sin poängmässigt bästa grundserie i NHL dittills. Vrána gjorde debut i Stanley Cup-slutspelet den 12 april 2018 och gjorde sitt första slutspelsmål i NHL den 29 april, på Matt Murray, då Pittsburgh Penguins besegrades med 4–1. Capitals slog i tur och ordning ut Columbus Blue Jackets, Penguins och sedan Tampa Bay Lightning, innan man ställdes mot Vegas Golden Knights i finalserien. I den femte finalmatchen öppnade Vrána målskyttet när Capitals för första gången vann Stanley Cup, efter att ha besegrat Golden Knights med 4–1 i matcher.
Säsongen 2018/19 spelade Vrána samtliga 82 matcher av grundserien. Han slog personligt poängrekord då han noterades för 47 poäng, varav 24 mål. I Stanley Cup-slutspelet slogs Capitals omgående ut av Carolina Hurricanes med 4–3 i matcher. På dessa sju matcher gick Vrána poänglös. Den 16 juli 2019 förlängde Vrána sitt avtal med Capitals med ytterligare två säsonger.
Under sin fjärde NHL-säsong noterades Vrána för sitt första hat trick i ligan. Den 3 november 2019 gjorde han tre mål på Cam Talbot då Calgary Flames besegrades med 4–2. Grundserien avslutades i förtid på grund av Coronaviruspandemin 2019–2021, men trots detta ökade Vrána sin poängskörd i grundserien för tredje säsongen i följd. På 69 spelade matcher stod han för 52 poäng, varav, 25 mål. I Stanley Cup-slutspelet slogs Capitals ut i åttondelsfinal av New York Islanders med 4–1 i matcher. Vrána gick poänglös ur samtliga matcher.

#### 2021–2025: Fortsatt NHL-karriär
Efter att ha inlett säsongen 2020/21 med 25 poäng på 39 grundseriematcher för Capitals meddelades det den 12 april 2021 att Vrána blivit bortbytt till Detroit Red Wings tillsammans med Richard Pánik, ett val i förstarundan av draften 2021 och ett val i andrarundan av draften 2022, mot Anthony Mantha. I sin fjärde match för Red Wings stod Vrána för fyra mål då Dallas Stars besegrades med 7–3. Han blev därmed den första spelaren i Red Wings sedan 1944 att göra ett hat trick inom sina fyra första matcher för klubben. Laget misslyckades att ta sig till Stanley Cup-slutspelet och på elva matcher för Red Wings stod Vrána för lika många poäng, varav åtta mål.
Den 10 augusti 2021 stod det klart att Vrána förlängt sitt avtal med Red Wings med tre år. Vid sin första träning med laget under försäsongen ådrog sig Vrána en axelskada, vilken tvingade honom till en operation. Han gjorde comeback den 8 mars 2022 och spelade endast 26 matcher av grundserien. På dessa matcher stod han för 19 poäng, varav 13 mål. Vrána inledde säsongen 2022/23 med att spela de två inledande matcherna för Red Wings. Därefter placerades han i NHL:s hjälpprogram, som är till för att hjälpa spelare med familjer med problem såsom missbruk och psykisk ohälsa. I slutet av december 2022 var han tillbaka i spel, dock nedflyttad till Red Wings farmarlag Grand Rapid Griffins, i AHL. Kort därefter, i början av 2023, blev han uppsatt på waiverslistan; dock utan att något annat lag gjorde anspråk på honom. Vrána fortsatte att spela för Griffins i AHL, där han noterades för sex mål och fem assistpoäng på 17 matcher. Den 14 februari 2023 meddelades det att Red Wings kallat tillbaka Vrána för spel i NHL, där han sedan spelade ytterligare tre matcher för klubben.
Den 3 mars 2023 bekräftades det att Vrána värvats av St. Louis Blues. Han gjorde debut för Blues den 7 mars samma år och noterades för sitt första mål för klubben två dagar senare i en 4–2-seger mot San Jose Sharks. Blues misslyckades att ta sig till Stanley Cup-slutspelet och på 20 grundseriematcher noterads Vrána för 14 poäng, varav tio mål.
Säsongen 2023/24 inledde Vrána med Blues i NHL. Han spelade totalt 21 grundseriematcher där han noterades för två mål och fyra assist. Den 11 december 2023 meddelades det att Vrána placerats på waiverslistan, något som senare drogs tillbaka då Blues istället meddelade att han var tillgänglig för ett byte. Två dagar senare bekräftades det att Vrána skickats ner till farmarklubben Springfield Thunderbirds i AHL, där han tillbringade större delen av återstoden av säsongen. Totalt spelade Vrána 42 grundseriematcher för Thunderbirds där han producerade 36 poäng, varav 16 mål. Varken Blues eller Thunderbirds lyckades ta sig till respektive slutspel.
Den 15 augusti 2024 meddelades det att Vrána lämnat Blues organisation och skrivit ett try out-avtal med, och återvänt till, Capitals. Den 8 oktober samma år stod det klart att Capitals skrivit ett ettårsavtal med Vrána till ett värde av 775 000 dollar. Vrána hade dock svårt att ta plats i Capitals denna säsong och spelade endast 26 grundseriematcher och noterades för elva poäng, varav sju mål. I mars 2025 placerades han på waiverslistan och den 6 mars bekräftades det att han anslutit till Nashville Predators. Han spelade totalt 13 matcher för klubben och under tiden i Predators noterades han för sin 400:e grundseriematch i NHL.

#### Från 2025: Återkomst till Linköping HC
Den 8 augusti 2025 bekräftades det att Vrána återvänt till Linköping HC, efter tio säsonger i Nordamerika, då han skrivit ett tvåårsavtal med klubben.

### Landslagskarriär

#### 2012–2015: Ungdoms- och juniorlandslag
2012 blev Vrána uttagen till Tjeckiens landslag då U18-VM avgjordes i hans hemland. På sex matcher gjorde han totalt åtta poäng; fyra mål och fyra assist och blev därmed, tillsammans med Dominik Simon, poängbäst i det Tjeckiska laget. Året därpå var han uttagen till både JVM i Ryssland och U18-VM i Ryssland. Tjeckien åkte ur i kvartsfinalen i båda turneringarna. 2014 var han återigen uttagen till JVM, som denna gång avgjordes i Sverige. På fem matcher noterades han för två poäng och Tjeckien åkte åter ut i kvartsfinalen.
För tredje året i rad representerade han också Tjeckien när U18-VM i Finland. Laget lyckades ta sig till final, men väl där förlorade man mot USA med 5–2. Vrána vann turneringens skytteliga med åtta gjorda mål på sju spelade matcher och slutade trea i poängligan med totalt tio poäng. I slutet av 2014 gjorde Vrána sitt tredje JVM. Tjeckien blev utslagna i kvartsfinal och på fem matcher noterades Vrána för tre poäng (två mål, en assist).

#### Från 2019: A-landslaget
2019 blev Vrána uttagen att representera Tjeckien vid VM i Slovakien. Han spelade sin första A-landslagsmatch den 10 maj 2019 och noterades samtidigt för sina två första landslagsmål, på Henrik Lundqvist, då Sverige besegrades med 2–5. Tjeckien slutade på andra plats i grupp B och ställdes därför mot Tyskland i kvartsfinal, som man besegrade med 5–1. Man slogs sedan ut av Kanada med samma siffror i semifinal, och föll sedan även i bronsmatchen mot Ryssland med 3–2. På nio spelade matcher noterades Vrána för fyra mål och en assistpoäng.
Vrána spelade sitt andra VM 2021 i Lettland. Efter att ha slutat på tredje plats i grupp A, slogs Tjeckien ut i kvartsfinal av Finland efter en 1–0-förlust. På sju spelade matcher stod Vrána för fyra poäng, varav två mål.
Vid VM i Finland 2022 slutade Tjeckien på tredje plats i grupp B i gruppspelsfasen. I kvartsfinal ställdes laget mot Tyskland, vilka man besegrade med 4–1. Efter att man sedan förlorat semifinalen mot Kanada med 6–1, besegrade Tjeckien USA i bronsmatchen med 8–4 och tog därmed ett brons. På tio matcher noterades Vrána för ett mål.

## Statistik

### Klubbkarriär
| 2012–13    | Linköping HC             | SHL        | 5   | 0   | 0   | 0   | 0   | —  | —  | —  | —  | —  |
| 2013–14    | Linköping HC             | SHL        | 24  | 2   | 1   | 3   | 2   | 14 | 1  | 1  | 2  | 6  |
| 2014–15    | Linköping HC             | SHL        | 44  | 12  | 12  | 24  | 12  | 11 | 4  | 1  | 5  | 2  |
| 2014–15    | Hershey Bears            | AHL        | 3   | 0   | 5   | 5   | 0   | 10 | 2  | 4  | 6  | 2  |
| 2015–16    | Hershey Bears            | AHL        | 36  | 16  | 18  | 34  | 20  | 21 | 8  | 6  | 14 | 2  |
| 2016–17    | Hershey Bears            | AHL        | 49  | 19  | 17  | 36  | 28  | 7  | 0  | 0  | 0  | 4  |
| 2016–17    | Washington Capitals      | NHL        | 21  | 3   | 3   | 6   | 2   | —  | —  | —  | —  | —  |
| 2017–18    | Washington Capitals      | NHL        | 73  | 13  | 14  | 27  | 12  | 23 | 3  | 5  | 8  | 2  |
| 2018–19    | Washington Capitals      | NHL        | 82  | 24  | 23  | 47  | 27  | 7  | 0  | 0  | 0  | 6  |
| 2019–20    | Washington Capitals      | NHL        | 69  | 25  | 27  | 52  | 18  | 8  | 0  | 0  | 0  | 2  |
| 2020–21    | Washington Capitals      | NHL        | 39  | 11  | 14  | 25  | 8   | —  | —  | —  | —  | —  |
| 2020–21    | Detroit Red Wings        | NHL        | 11  | 8   | 3   | 11  | 2   | —  | —  | —  | —  | —  |
| 2021–22    | Detroit Red Wings        | NHL        | 26  | 13  | 6   | 19  | 16  | —  | —  | —  | —  | —  |
| 2022–23    | Detroit Red Wings        | NHL        | 5   | 1   | 1   | 2   | 0   | —  | —  | —  | —  | —  |
| 2022–23    | Grand Rapid Griffins     | AHL        | 17  | 6   | 5   | 11  | 4   | —  | —  | —  | —  | —  |
| 2022–23    | St. Louis Blues          | NHL        | 20  | 10  | 4   | 14  | 10  | —  | —  | —  | —  | —  |
| 2023–24    | St. Louis Blues          | NHL        | 21  | 2   | 4   | 6   | 8   | —  | —  | —  | —  | —  |
| 2023–24    | Springfield Thunderbirds | AHL        | 42  | 16  | 20  | 36  | 54  | —  | —  | —  | —  | —  |
| 2024–25    | Washington Capitals      | NHL        | 26  | 7   | 4   | 11  | 6   | —  | —  | —  | —  | —  |
| 2024–25    | Nashville Predators      | NHL        | 13  | 2   | 1   | 3   | 4   | —  | —  | —  | —  | —  |
| NHL totalt | NHL totalt               | NHL totalt | 406 | 119 | 104 | 223 | 113 | 38 | 3  | 5  | 8  | 10 |
| AHL totalt | AHL totalt               | AHL totalt | 147 | 57  | 65  | 122 | 106 | 38 | 10 | 10 | 20 | 87 |
| SHL totalt | SHL totalt               | SHL totalt | 73  | 14  | 13  | 27  | 14  | 25 | 5  | 2  | 7  | 8  |

### Internationellt
| År            | Lag           | Turnering     | Matcher | Mål | Assists | Poäng | Utv. |
| ------------- | ------------- | ------------- | ------- | --- | ------- | ----- | ---- |
| 2012          | Tjeckien      | U18-VM        | 6       | 4   | 4       | 8     | 4    |
| 2013          | Tjeckien      | JVM           | 5       | 0   | 1       | 1     | 2    |
| 2013          | Tjeckien      | U18-VM        | 5       | 2   | 0       | 2     | 2    |
| 2014          | Tjeckien      | JVM           | 5       | 1   | 1       | 2     | 2    |
| 2014          | Tjeckien      | U18-VM        | 7       | 8   | 2       | 10    | 4    |
| 2015          | Tjeckien      | JVM           | 5       | 2   | 1       | 3     | 2    |
| 2019          | Tjeckien      | VM            | 9       | 4   | 1       | 5     | 0    |
| 2021          | Tjeckien      | VM            | 7       | 2   | 2       | 4     | 4    |
| 2022          | Tjeckien      | VM            | 10      | 1   | 0       | 1     | 4    |
| Junior totalt | Junior totalt | Junior totalt | 33      | 17  | 9       | 26    | 16   |
| Senior totalt | Senior totalt | Senior totalt | 26      | 7   | 3       | 10    | 8    |